# Antonio Valencia
Pour les articles homonymes, voir Valencia.
Antonio Valencia, né le 4 août 1985 à Nueva Loja (Équateur), est un ancien footballeur international équatorien qui évoluait au poste d'ailier droit ou d'arrière droit.

## Biographie

### Carrière en club

#### CD El Nacional (2003-2005)
Valencia commence sa carrière au CD El Nacional.

#### Villarreal CF (2005-2008)
Il est transféré au club espagnol de Villarreal en 2005 après un bon début en équipe nationale d’Equateur.

#### Wigan Athletic (2006-2009)
Le 3 août 2006, Valencia est prêté au club anglais de Wigan Athletic. Le 19 août suivant, Valencia fait ses débuts avec le club anglais, lors de la victoire 2–1 contre Newcastle United. Le 21 octobre, il marque son premier but contre Manchester City (4-0).
Lors de l'été 2007, le nouveau manager de Wigan Athletic, Chris Hutchings, annonce que Valencia prolonge son prêt d'un an. Le 18 janvier 2008, il signe de façon définitive un contrat de trois ans et demi en faveur du club anglais. Valencia marque son deuxième but en Premier League contre Derby County.

#### Manchester United (2009-2019)
Valencia est transféré la saison suivante à Manchester United pour une somme avoisinant les vingt millions d'euros.
Il marque un but en Premier League le 17 octobre 2009 contre Bolton avant de récidiver quatre jours plus tard en Ligue des champions en marquant le but victorieux sur l pelouse du CSKA Moscou.
Il gagne son premier trophée avec les Red Devils le 28 février 2010 contre Aston Villa en finale de la League Cup (2-1) en délivrant la passe décisive sur le but vainqueur de Wayne Rooney et est élu homme du match. Lors de la saison 2011-2012 il terminera meilleur passeur du club et sera élu par la même occasion meilleur joueur de l'année 2011-2012 à Manchester United.
Le 3 juillet 2012, Manchester United annonce que Valencia abandonne son numéro 25 pour hériter du 7, laissé libre à la suite du départ de Michael Owen. Ce numéro est notamment connu pour avoir été porté par Cristiano Ronaldo, David Beckham, Éric Cantona ou encore George Best et Bryan Robson. Un numéro qui sera trop lourd à porter pour l'Équatorien qui reprendra son numéro 25 la saison suivante.
Le 17 septembre 2017, sur une passe de Nemanja Matić, Valencia inscrit un superbe but hors de la surface contre Everton lors d'un match comptant pour la 5e journée de Premier League (victoire finale 4-0), but qui sera élu but du mois de septembre 2017.

#### LDU Quito (2019-2020)
En fin de contrat avec Manchester United, Antonio Valencia retourne en Équateur, son pays natal. Il signe au LDU Quito. Libre de tout contrat après la fin de son aventure à Quito dans son pays natal, l’ancien ailier droit des Red Devils ne joue plus depuis mars 2020.

#### Queretaro FC (2021)
Le 27 novembre 2020, l’ancien capitaine de Manchester United, conclut un accord pour rejoindre le club Quéretaro FC du championnat de Mexique.
Le 12 mai 2021, il annonce prendre sa retraite.

### En équipe nationale
Antonio Valencia honore sa première sélection en avril 2004 avec l'Équateur, à l'occasion d’un match amical contre le Honduras (1-1).
En juin 2006, il est convoqué par Luis Fernando Suárez pour participer à la Coupe du monde 2006 en Allemagne avec l'Équateur.
En juin 2014, le sélectionneur Reinaldo Rueda annonce qu'Antonio Valencia est retenu dans la liste des 23 joueurs pour jouer la Coupe du monde 2014 au Brésil. Il participe ainsi à son deuxième mondial.
Il participe également à quatre Copa América (2007, 2011, 2016 et 2019).

### Style de jeu
Balle au pied, l'Équatorien affiche une vitesse de pointe de 35,1 km/h lors de la publication d'un classement établi par la FIFA en 2013.

## Statistiques
| Saison                | Club                  | Championnat           | Championnat | Championnat | Championnat | Coupe nationale | Coupe nationale | Coupe nationale | Coupe de la Ligue | Coupe de la Ligue | Coupe de la Ligue | Supercoupe | Supercoupe | Supercoupe | Compétition(s) continentale(s) | Compétition(s) continentale(s) | Compétition(s) continentale(s) | Compétition(s) continentale(s) | Total | Total | Total |
| Saison                | Club                  | Division              | M.          | B.          | P.d.        | M.              | B.              | P.d.            | M.                | B.                | P.d.              | M.         | B.         | P.d.       | Comp.                          | M.                             | B.                             | P.d.                           | M.    | B.    | P.d.  |
| 2003                  | El Nacional           | D1                    | 29          | 3           | -           | -               | -               | -               | -                 | -                 | -                 | -          | -          | -          | -                              | -                              | -                              | -                              | 29    | 3     | 0     |
| 2004                  | El Nacional           | D1                    | 41          | 5           | -           | -               | -               | -               | -                 | -                 | -                 | -          | -          | -          | CL                             | 4                              | 0                              | 0                              | 45    | 5     | 0     |
| 2005                  | El Nacional           | D1                    | 14          | 4           | -           | -               | -               | -               | -                 | -                 | -                 | -          | -          | -          | -                              | -                              | -                              | -                              | 14    | 4     | 0     |
| Sous-total            | Sous-total            | Sous-total            | 84          | 12          | -           | -               | -               | -               | -                 | -                 | -                 | -          | -          | -          | -                              | 4                              | 0                              | 0                              | 88    | 12    | 0     |
| 2005-2006             | Villareal CF          | Liga                  | 2           | 0           | 0           | -               | -               | -               | -                 | -                 | -                 | -          | -          | -          | -                              | -                              | -                              | -                              | 2     | 0     | 0     |
| Sous-total            | Sous-total            | Sous-total            | 2           | 0           | 0           | -               | -               | -               | -                 | -                 | -                 | -          | -          | -          | -                              | -                              | -                              | -                              | 2     | 0     | 0     |
| 2005-2006             | Recreativo (prêt)     | Liga                  | 12          | 0           | 1           | -               | -               | -               | -                 | -                 | -                 | -          | -          | -          | -                              | -                              | -                              | -                              | 12    | 0     | 1     |
| Sous-total            | Sous-total            | Sous-total            | 12          | 0           | 1           | -               | -               | -               | -                 | -                 | -                 | -          | -          | -          | -                              | -                              | -                              | -                              | 12    | 0     | 1     |
| 2006-2007             | Wigan (prêt)          | PL                    | 22          | 1           | 1           | -               | -               | -               | -                 | -                 | -                 | -          | -          | -          | -                              | -                              | -                              | -                              | 22    | 1     | 1     |
| 2007-2008             | Wigan (prêt)          | PL                    | 31          | 2           | 4           | 1               | 0               | 0               | -                 | -                 | -                 | -          | -          | -          | -                              | -                              | -                              | -                              | 32    | 2     | 4     |
| 2008-2009             | Wigan                 | PL                    | 31          | 3           | 5           | 1               | 0               | 0               | 3                 | 0                 | 1                 | -          | -          | -          | -                              | -                              | -                              | -                              | 35    | 3     | 6     |
| Sous-total            | Sous-total            | Sous-total            | 84          | 6           | 10          | 2               | 0               | 0               | 3                 | 0                 | 1                 | -          | -          | -          | -                              | -                              | -                              | -                              | 89    | 6     | 11    |
| 2009-2010             | Manchester United     | PL                    | 34          | 5           | 9           | 1               | 0               | 0               | 4                 | 0                 | 1                 | 1          | 0          | 0          | C1                             | 9                              | 2                              | 3                              | 49    | 7     | 13    |
| 2010-2011             | Manchester United     | PL                    | 10          | 1           | 2           | 2               | 0               | 0               | -                 | -                 | -                 | 1          | 1          | 1          | C1                             | 7                              | 1                              | 2                              | 20    | 3     | 5     |
| 2011-2012             | Manchester United     | PL                    | 27          | 4           | 14          | 2               | 0               | 1               | 3                 | 1                 | 0                 | -          | -          | -          | C1+C3                          | 5+1                            | 1+0                            | 1+0                            | 38    | 6     | 16    |
| 2012-2013             | Manchester United     | PL                    | 30          | 1           | 7           | 6               | 0               | 1               | -                 | -                 | -                 | -          | -          | -          | C1                             | 4                              | 0                              | 0                              | 40    | 1     | 8     |
| 2013-2014             | Manchester United     | PL                    | 29          | 2           | 4           | 1               | 0               | 0               | 3                 | 0                 | 0                 | 1          | 0          | 0          | C1                             | 10                             | 2                              | 2                              | 44    | 4     | 6     |
| 2014-2015             | Manchester United     | PL                    | 32          | 0           | 2           | 3               | 0               | 0               | -                 | -                 | -                 | -          | -          | -          | -                              | -                              | -                              | -                              | 35    | 0     | 2     |
| 2015-2016             | Manchester United     | PL                    | 14          | 0           | 3           | 3               | 0               | 0               | 1                 | 0                 | 0                 | -          | -          | -          | C1+C3                          | 3+1                            | 0                              | 1+0                            | 22    | 0     | 4     |
| 2016-2017             | Manchester United     | PL                    | 28          | 1           | 3           | 1               | 0               | 0               | 4                 | 0                 | 1                 | 1          | 0          | 1          | C3                             | 9                              | 0                              | 1                              | 43    | 1     | 6     |
| 2017-2018             | Manchester United     | PL                    | 31          | 3           | 1           | 2               | 0               | 0               | -                 | -                 | -                 | -          | -          | -          | C1+SC                          | 4+1                            | 0+0                            | 0+0                            | 38    | 3     | 1     |
| 2018-2019             | Manchester United     | PL                    | 6           | 0           | 0           | -               | -               | -               | -                 | -                 | -                 | -          | -          | -          | C1                             | 3                              | 0                              | 0                              | 9     | 0     | 0     |
| Sous-total            | Sous-total            | Sous-total            | 242         | 17          | 47          | 21              | 0               | 2               | 15                | 1                 | 2                 | 4          | 1          | 2          | -                              | 57                             | 6                              | 10                             | 339   | 25    | 63    |
| 2019                  | LDU Quito             | D1                    | 16          | 1           | 1           | 5               | 0               | 1               | -                 | -                 | -                 | -          | -          | -          | CL                             | 4                              | 0                              | 1                              | 25    | 1     | 3     |
| 2020                  | LDU Quito             | D1                    | 4           | 0           | 0           | -               | -               | -               | -                 | -                 | -                 | 1          | 0          | 0          | CL                             | 2                              | 0                              | 0                              | 7     | 0     | 0     |
| Sous-total            | Sous-total            | Sous-total            | 20          | 1           | 1           | 5               | 0               | 1               | -                 | -                 | -                 | 1          | 0          | 0          | -                              | 6                              | 0                              | 1                              | 32    | 1     | 3     |
| 2021                  | Querétaro FC          | Liga MX               | 15          | 1           | 1           | -               | -               | -               | -                 | -                 | -                 | -          | -          | -          | -                              | -                              | -                              | -                              | 15    | 1     | 1     |
| Sous-total            | Sous-total            | Sous-total            | 15          | 1           | 1           | -               | -               | -               | -                 | -                 | -                 | -          | -          | -          | -                              | -                              | -                              | -                              | 15    | 1     | 1     |
| Total sur la carrière | Total sur la carrière | Total sur la carrière | 459         | 38          | 60          | 28              | 0               | 3               | 18                | 1                 | 3                 | 5          | 1          | 2          | -                              | 67                             | 6                              | 11                             | 577   | 46    | 79    |

### En sélection nationale
| Saison                | Sélection             | Phases finales          | Phases finales | Phases finales | Phases finales | Éliminatoires CDM | Éliminatoires CDM | Éliminatoires CDM | Matchs amicaux | Matchs amicaux | Matchs amicaux | Total | Total | Total |
| Saison                | Sélection             | Compétition             | M              | B              | Pd             | M                 | B                 | Pd                | M              | B              | Pd             | M     | B     | Pd    |
| --------------------- | --------------------- | ----------------------- | -------------- | -------------- | -------------- | ----------------- | ----------------- | ----------------- | -------------- | -------------- | -------------- | ----- | ----- | ----- |
| 2003-2004             | Équateur              | Copa América 2004       | -              | -              | -              | 0                 | 0                 | 0                 | 1              | 0              | 0              | 1     | 0     | 0     |
| 2004-2005             | Équateur              | -                       | -              | -              | -              | 5                 | 3                 | 0                 | 5              | 0              | 0              | 10    | 3     | 0     |
| 2005-2006             | Équateur              | Coupe du monde 2006     | 4              | 0              | 1              | 2                 | 0                 | 0                 | 4              | 0              | 1              | 10    | 0     | 2     |
| 2006-2007             | Équateur              | Copa América 2007       | 3              | 1              | 0              | -                 | -                 | -                 | 4              | 0              | 1              | 7     | 1     | 1     |
| 2007-2008             | Équateur              | -                       | -              | -              | -              | 3                 | 0                 | 0                 | 2              | 0              | 0              | 5     | 0     | 0     |
| 2008-2009             | Équateur              | -                       | -              | -              | -              | 5                 | 0                 | 0                 | -              | -              | -              | 5     | 0     | 0     |
| 2009-2010             | Équateur              | -                       | -              | -              | -              | 3                 | 2                 | 1                 | -              | -              | -              | 3     | 2     | 1     |
| 2010-2011             | Équateur              | Copa América 2011       | 1              | 0              | 0              | -                 | -                 | -                 | 3              | 0              | 2              | 4     | 0     | 2     |
| 2011-2012             | Équateur              | -                       | -              | -              | -              | 5                 | 0                 | 1                 | 1              | 0              | 0              | 6     | 0     | 1     |
| 2012-2013             | Équateur              | -                       | -              | -              | -              | 6                 | 0                 | 0                 | 4              | 2              | 4              | 10    | 2     | 4     |
| 2013-2014             | Équateur              | Coupe du monde 2014     | 3              | 0              | 0              | 4                 | 0                 | 2                 | 6              | 0              | 3              | 13    | 0     | 5     |
| 2014-2015             | Équateur              | Copa América 2015       | -              | -              | -              | -                 | -                 | -                 | 1              | 0              | 0              | 1     | 0     | 0     |
| 2015-2016             | Équateur              | Copa América Centenario | 4              | 1              | 1              | 4                 | 0                 | 1                 | 1              | 0              | 0              | 9     | 1     | 2     |
| 2016-2017             | Équateur              | -                       | -              | -              | -              | 5                 | 1                 | 2                 | -              | -              | -              | 5     | 1     | 2     |
| 2017-2018             | Équateur              | -                       | -              | -              | -              | 3                 | 0                 | 0                 | -              | -              | -              | 3     | 0     | 0     |
| 2018-2019             | Équateur              | Copa América 2019       | 3              | 0              | 0              | -                 | -                 | -                 | 4              | 1              | 0              | 7     | 1     | 0     |
| Total sur la carrière | Total sur la carrière | Total sur la carrière   | 18             | 2              | 2              | 45                | 6                 | 7                 | 36             | 3              | 11             | 99    | 11    | 20    |

## Palmarès

### En club
- El Nacional
  - Champion d'Équateur en 2005 (tournoi de clôture)

- Manchester United
  - Champion d'Angleterre en 2011 et 2013
  - Vice-champion d'Angleterre en 2010, 2012 et 2018
  - Vainqueur de la League Cup en 2010 et 2017
  - Vainqueur de la Coupe d'Angleterre en 2016
  - Vainqueur de la Ligue Europa en 2017
  - Vainqueur du Community Shield en 2010, 2013 et 2016
  - Finaliste de la Supercoupe de l'UEFA en 2017
  - Finaliste de la Ligue des champions en 2011

### Distinctions personnelles
- Membre de l'équipe type de Premier League en 2010
- Trophée Sir Matt Busby (meilleur joueur de Manchester United élu par les fans) en 2012.

### Vie privée
À la suite la mort de son compatriote équatorien Christian Benítez, Valencia a décidé de se faire tatouer son surnom Chucho et son numéro (le 11).